# 沙穗
沙穗（学名：Eremostachys moluccelloides），为唇形科沙穗属下的一个植物种。